# اقر
اقر (به انگلیسی: Agher) یک منطقهٔ مسکونی در ایرلند است که در Meath West واقع شده‌است.